# Cynoscion reticulatus
Cynoscion reticulatus är en fiskart som först beskrevs av Günther, 1864.  Cynoscion reticulatus ingår i släktet Cynoscion och familjen havsgösfiskar. IUCN kategoriserar arten globalt som livskraftig. Inga underarter finns listade i Catalogue of Life.